# HMS Hermes (95)
El HMS Hermes (95) fue el primer portaaviones del mundo en ser diseñado y construido como tal desde un inicio, pero el segundo en entrar en servicio, ya que varios retrasos tras su botadura permitieron al japonés Hōshō entrar antes en servicio activo.

## El buque
Aunque el Almirantazgo británico no era muy partidario de los portaaviones, el éxito de los primeros ataques de aviones contra buques de guerra le obligaron a iniciar la construcción de esta clase de navíos. En 1917 se ordena la construcción del Hermes con la función de actuar en compañía de cruceros en labores de protección del tráfico mercante. Era el primer portaaviones inglés específicamente diseñado como tal se diseñó, comenzando su construcción en 1918, y siendo botado en 1919, aunque no se asignó hasta 1923. El primer portaaviones que entró en servicio como tal y sin conversiones fue el japonés Hōshō, en 1922.
El Hermes se basó en un casco tipo crucero, y el diseño incorporó las lecciones aprendidas de la operación con portaaviones anteriores tales como el Furious y el Argus, esto incluyó una cubierta de vuelo integral y un puente isla a estribor.
El motivo de colocar la isla a estribor, es porque en la mayoría de los aviones de la época se empleaban motores radiales de estrella, que giraban solidarios a la hélice en sentido dextrógiro (a la derecha según el avance), lo que podía provocar que debido al considerable par de torsión, los aviones pudiesen tender a desviarse a la izquierda, y por tanto, era deseable que cualquier masa estuviera apartada de su trayectoria.

## Segunda Guerra Mundial

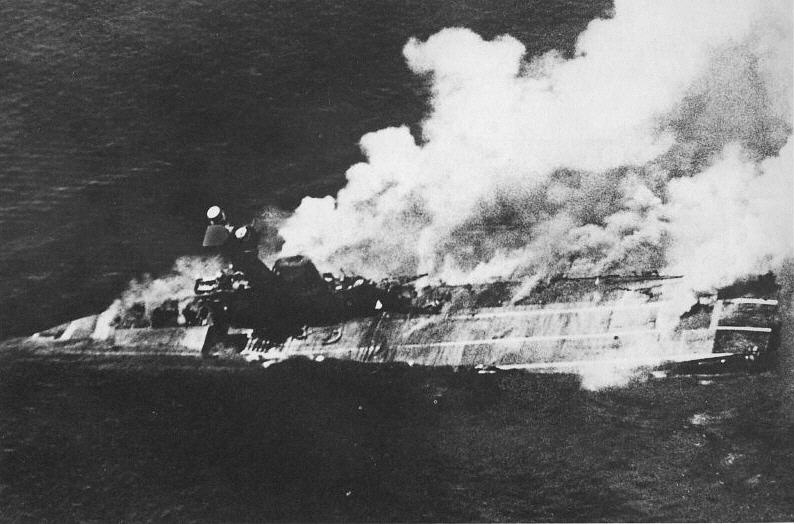
El final del Hermes en el Océano Índico.

Desde su entrada en servicio actuó principalmente en aguas del Índico hasta el estallido de la Segunda Guerra Mundial, siendo destacado al Atlántico en funciones de lucha antisubmarina. En 1940 pasó a aguas cercanas a Etiopía para ayudar en el ataque a las colonias italianas.
Tras la entrada de Japón en la guerra se le destinó al Índico en 1942, pasando a formar parte de la flota en Oriente de la armada británica con base Trincomalee, (Ceilán). 
El 8 de abril de 1942 un avión de reconocimiento alerta de que se acerca al menos un portaaviones japonés. Era la fuerza al mando de Chuichi Nagumo que buscaba neutralizar la presencia británica en el Índico.
El Hermes recibe la orden de salir al mar. Le acompañan el destructor australiano HMAS Vampire, la corbeta HMS Hollyhock (K64) y dos petroleros, pero el Hermes parte sin sus aviones. Los portaaviones japoneses (Sōryū , Hiryū y Akagi) mandaron unos 70 aviones. Los bombarderos y torpederos japoneses lo atacaron alcanzándolo en unas 40 ocasiones. El Hermes se hundió con la pérdida de 307 hombres. También se hundieron sus dos escoltas HMAS Vampire, el HMS Hollyhock y los dos buques cisterna que lo acompañaban.
El buque hospital Vita recogió a 590 sobrevivientes del ataque que fueron llevados a Colombo.